# Lee Se-hee
Lee Se-hee (en hangul, 이세희; nacida el 22 de diciembre de 1991) es una actriz y modelo surcoreana.

## Carrera
Lee Se-hee estudió en la Escuela secundaria femenina de Cheonan entre 2008 y 2011. Abandonó sus estudios universitarios como higienista dental para trabajar como actriz. Debutó en 2015 con el vídeo musical 364 Days of Dream, y desde entonces ha aparecido tanto en otros vídeos musicales como en muchos anuncios publicitarios para televisión.
Debutó en cine en 2017, con el pequeño papel de una joven en un club, en la película Midnight Runners. Al año siguiente también estuvo en el reparto de la película histórica Fengshui, como una gisaeng.
En octubre de 2018 firmó un contrato exclusivo con la agencia Family ENT. 2018 fue también el año de su debut en televisión, una pequeña participación en el reparto de Let Me Introduce Her. En los años sucesivos alterna cortas apariciones en cine, televisión y series web, como Live On y la segunda temporada de Pasillos de hospital. En el primer episodio de esta última interpretó a Kang So-ye, una becaria de primer curso en el departamento de Medicina de Emergencia.
Sin embargo, su popularidad creció realmente a finales de 2021. En ese año ganó en una audición de quinientas candidatas el papel protagonista de la serie de KBS Young Lady and Gentleman, premiada con un elevado índice de audiencia. Se trata de una serie de fin de semana que consta de cincuenta episodios emitidos entre septiembre de 2021 y finales de marzo de 2022. En ella es Park Dan-dan, la tutora interna de tres hermanos que va desarrollando una relación amorosa con el padre de aquellos. La actriz superó la primera audición para un papel de reparto, pero tras la segunda obtuvo el de protagonista, el primero que interpreta desde su debut. Su trabajo resultó muy apreciado y le valíó ser considerada una de las revelaciones femeninas del año en televisión, junto a Kim Ji-eun por The Veil, y Jung Ho-yeon y Lee Yu-mi por El juego del calamar.
A mediados de febrero de 2022 se anunció el que sería su segundo papel principal, el de la fiscal Shin A-ra en la serie de KBS2 Bad Prosecutor, que se comenzó a filmar en la primera mitad del año, y donde tiene como coprotagonista al cantante y actor Do Kyung-soo. La serie se emitió entre octubre y noviembre del mismo año.

## Filmografía

### Cine
| Año  | Título           | Hangul       | Papel                     | Ref.   |
| ---- | ---------------- | ------------ | ------------------------- | ------ |
| 2017 | Midnight Runners | 청년경찰     | Se-hee (joven en el club) | [ 10 ] |
| 2018 | Fengshui         | 명당         | Gisaeng de Wolyounggak    | [ 10 ] |
| 2020 | Things Like Dogs | 개 같은 것들 | Mi-jeong                  | [ 10 ] |
| 2021 | Midnight         | 미드나이트   | Novia                     | [ 10 ] |
| 2021 | I Can Only See   | 나만 보이니  | Seo Yoo-ri                | [ 3 ]  |

### Series de televisión
| Año     | Título                   | Papel            | Canal | Notas                      | Ref.                 |
| ------- | ------------------------ | ---------------- | ----- | -------------------------- | -------------------- |
| 2018    | Let Me Introduce Her     |                  | SBS   |                            |                      |
| 2019    | Different Dreams         |                  | MBC   |                            |                      |
| 2019    | Everybody Says Kungddari | Young Jo Soon-ja | MBC   |                            |                      |
| 2019    | Catch the Ghost          | Madonna          | tvN   |                            | [ 11 ]               |
| 2020    | SF8                      | Jang Joon-oh     | MBC   | Episodio 6, «White Crow»   |                      |
| 2020    | Live On                  | Jung Hee-soo     | JTBC  |                            | [ 11 ]               |
| 2021    | My Roommate Is a Gumiho  | Gisaeng          | tvN   | Cameo (episodios 1 y 10)   |                      |
| 2021    | Pasillos de hospital     | Kang So-ye       | tvN   | Segunda temporada          | [ 3 ]                |
| 2021-22 | Young Lady and Gentleman | Park Dan-dan     | KBS2  | Protagonista               | [ 5 ]                |
| 2022    | Bad Prosecutor           | Shin A-ra        | KBS2  | Protagonista               | [ 8 ] [ 9 ]          |
| 2024    | Beauty and Mr. Romantic  | Se-ra            | KBS2  | Cameo (episodio 17)        | [ 12 ]               |
| 2024    | Un negocio virtuoso      | Lee Joo-ri       | JTBC  | Protagonista, 12 episodios | [ 13 ] [ 14 ] [ 15 ] |

### Series web
| Año  | Título                     | Plataforma            | Papel         | Ref.   |
| ---- | -------------------------- | --------------------- | ------------- | ------ |
| 2019 | Sandwich Theory            | Naver TV              | Choi Sun Hee  | [ 11 ] |
| 2019 | Kiss Scene in Yeonnam-dong | Lifetime              | Nam Jin-joo   | [ 11 ] |
| 2020 | Kiss Goblin                | Naver TV Cast, V Live | Yoon Seol-hee | [ 11 ] |
| 2020 | Love Revolution            | KakaoTV               | Jang Hae-ri   | [ 11 ] |

### Vídeos musicales
| Año  | Título              | Artista        | Ref.   |
| ---- | ------------------- | -------------- | ------ |
| 2015 | «364 Days of Dream» | Na Yoon-kwon   | [ 16 ] |
| 2016 | «Just Come to Me»   | Homme          |        |
| 2017 | «Sunny Tomorrow»    | A Single Rider |        |

## Premios y nominaciones
| Año  | Premio           | Categoría                        | Papel                    | Resultado | Ref.   |
| ---- | ---------------- | -------------------------------- | ------------------------ | --------- | ------ |
| 2021 | KBS Drama Awards | Mejor actriz revelación          | Young Lady and Gentleman | Ganadora  | [ 17 ] |
| 2021 | KBS Drama Awards | Mejor pareja (con Ji Hyun-woo)   | Young Lady and Gentleman | Ganadores | [ 18 ] |
| 2022 | KBS Drama Awards | Premio a la excelencia           | Bad Prosecutor           | Nominada  | [ 19 ] |
| 2022 | KBS Drama Awards | Premio a la popularidad          | Bad Prosecutor           | Ganadora  | [ 20 ] |
| 2022 | KBS Drama Awards | Mejor pareja (con Doh Kyung-soo) | Bad Prosecutor           | Ganadores | [ 21 ] |